# 蘇菲·迪
蘇菲·迪（英語：Sophie Dee，1984年1月17日—），英國女色情演員，2005年進入成人電影界，至今已拍攝超過730部影片。她本身是雙性戀。

## 生平
出生於威爾斯的拉內利。中學畢業之後做過許多工作，例如咖啡館、銷售員的工作。
2005年1月，搬到了加州之後便開始從事色情演員的工作。她嫁給了非裔美國色情演員李·邦（Lee Bang）。她於2020年退休，以女演員的身份出演了730多部電影。

## 獎項
- 2008年 
  - Urban X Award（入圍）– Best Interracial Star[2]
- 2009年
  - 成人影帶新聞獎（入圍） – 最佳全女性性愛場景 – Squirt Gangbang 3[3]
  - 成人影帶新聞獎（入圍） – 年度無名女星[3]
  - 成人影帶新聞獎（入圍） – 年度新星網站 – ClubSophieDee.com[3]
- 2010年
  - 成人影帶新聞獎（入圍） – 最佳全性愛影片 – Storm Squirters 6[4]
  - 成人影帶新聞獎（入圍） – 年度新星網站[4]
  - 成人產業獎（英语：XBIZ AWARD） - 年度色情明星網站 [5]
- 2011年 
  - 成人影帶新聞獎（入圍） – 最佳色情明星網站 – ClubSophieDee.com[6]
  - 成人影帶新聞獎（入圍） – 年度無名女星[6]
  - Urban X Award（獲獎） – Interracial Star of the year [7]
  - Urban X Award（獲獎） – 最佳全性愛場景[7]
- 2013年 
  - 成人產業獎（入圍） – Best Scene-Gonzo/Non-Feature Release – Pool Party at Seymour's 3[8]

## 圖集

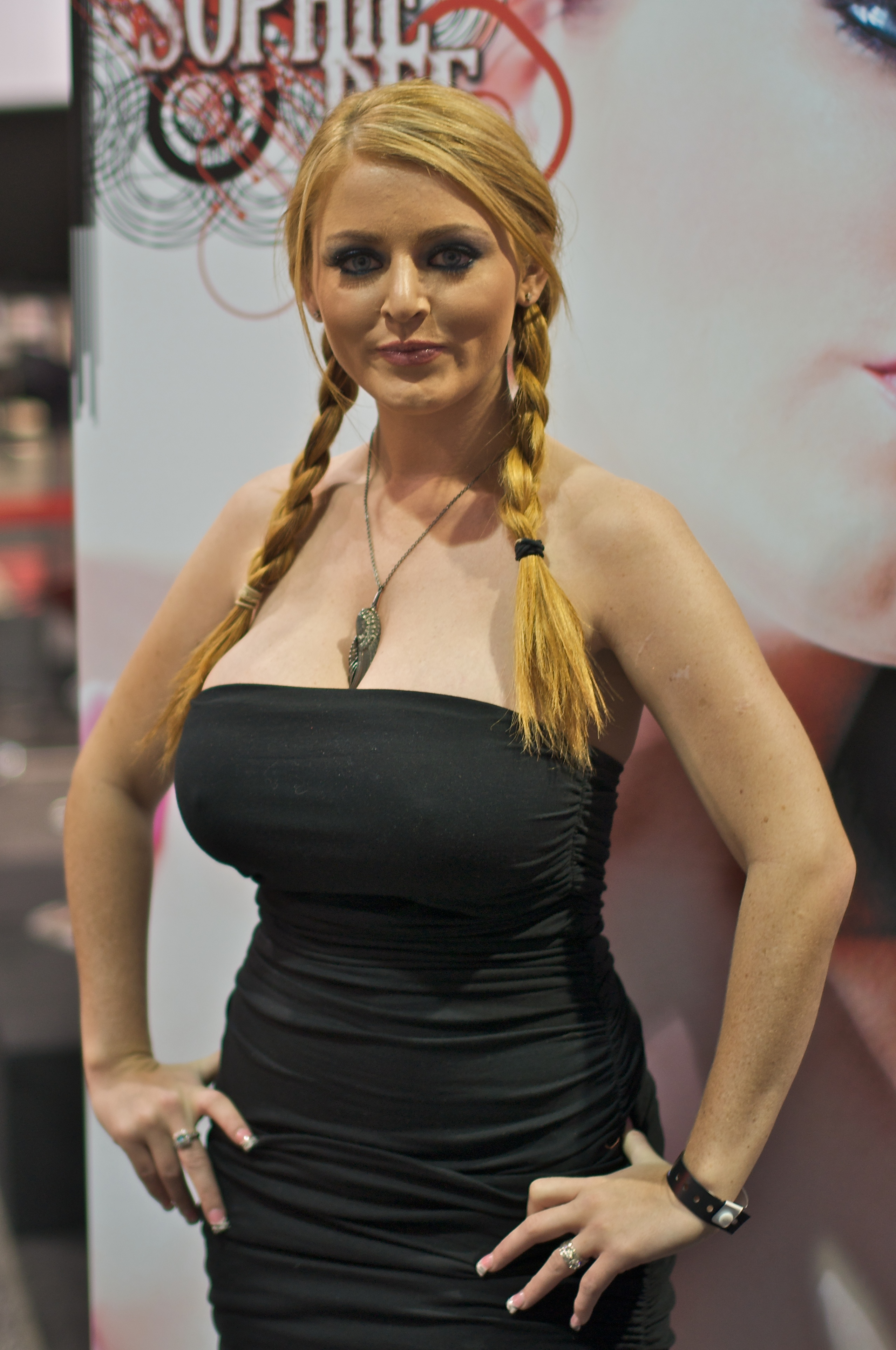
迪於2010年在AVN成人娛樂博覽會
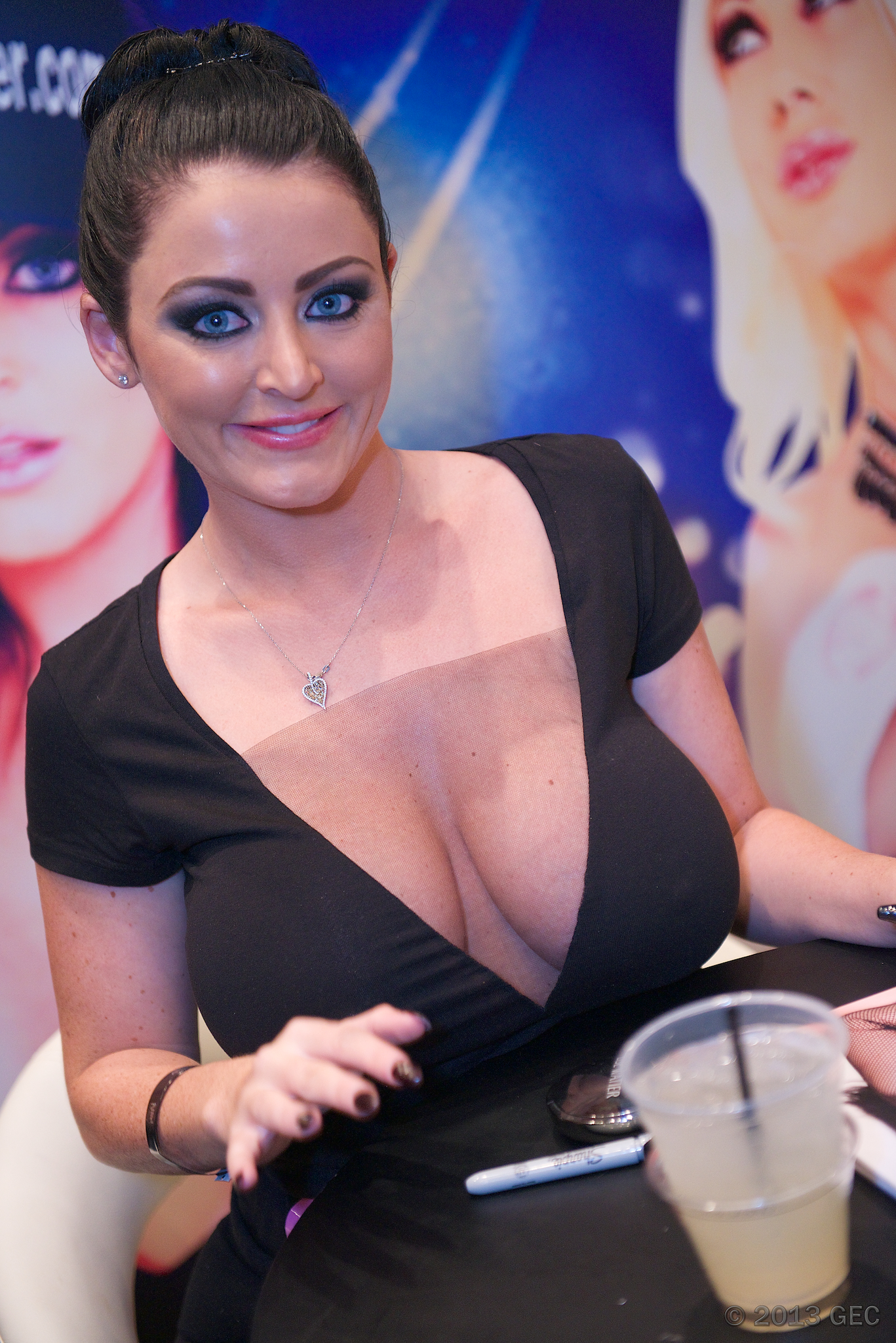
迪於2013年在AVN成人娛樂博覽會
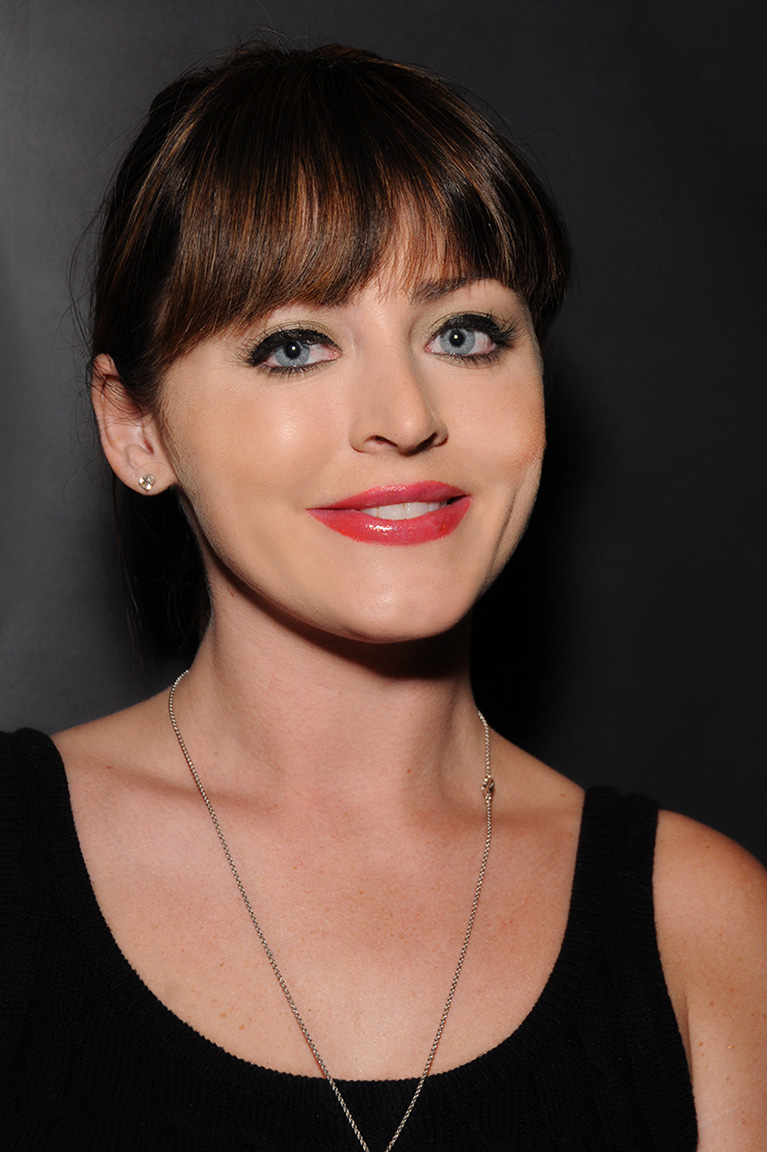
迪於2014年在AVN成人娛樂博覽會

## 外部連結
- 官方网站
- 蘇菲·迪在網際網路成人電影資料庫
- 成人電影資料庫上蘇菲·迪的资料（英文）
- 蘇菲·迪在互联网电影资料库（IMDb）上的資料（英文）